# Indywidualne Mistrzostwa Europy w Grass Tracku 2014
Indywidualne Mistrzostwa Europy na torze trawiastym 2014 – zawody żużlowe, mające na celu wyłonienie medalistów indywidualnych mistrzostw Europy na torze trawiastym w sezonie 2014. W finale zwyciężył Holender Jannick de Jong.

## Finał
- Saint-Macaire, 28 czerwca 2014

| Msc. | Zawodnik            | Klub            | Pkt     |           |  |
| ---- | ------------------- | --------------- | ------- | --------- |  |
| 1    | Jannick de Jong     | Holandia        | 20 +5   | (5,5,5,5) |  |
| 2    | David Howe          | Wielka Brytania | 16 +4   | (4,3,4,5) |  |
| 3    | Enrico Janoschka    | Niemcy          | 17 +3   | (5,4,4,4) |  |
| 4    | Josef Franc         | Czechy          | 13 +5+2 | (d,3,5,5) |  |
| 5    | Mathieu Tresarrieu  | Francja         | 17 +1   | (3,5,5,4) |  |
| 6    | Dirk Fabriek        | Holandia        | 13 +4+w | (2,5,3,3) |  |
| 7    | Aki Pekka Mustonen  | Finlandia       | 10 +3   | (4,2,2,2) |  |
| 8    | Andrew Appleton     | Wielka Brytania | 12 +2   | (1,4,3,4) |  |
| 9    | Mark Stiekema       | Holandia        | 9 +d    | (5,3,1,d) |  |
| 10   | Stephan Katt        | Niemcy          | 11 +ns  | (4,4,3,0) |  |
| 11   | Harland Cook        | Wielka Brytania | 7 +5    | (3,1,0,3) |  |
| 12   | Rob Finlow          | Wielka Brytania | 6 +4    | (2,1,2,1) |  |
| 13   | Theo di Palma       | Francja         | 8 +3    | (1,2,2,3) |  |
| 14   | Paul Cooper         | Wielka Brytania | 7 +2    | (3,0,4,d) |  |
| 15   | Richard Di Biasi    | Francja         | 4 +1    | (2,0,1,1) |  |
| 16   | Henry van der Steen | Holandia        | 3 +0    | (0,d,1,2) |  |
| 17   | Jörg Tebbe          | Niemcy          | 3       | (0,1,0,2) |  |
| 18   | Richard Speiser     | Niemcy          | 3       | (1,2,d,–) |  |
|      | rez. Glen Phillips  | Wielka Brytania | ns      |           |  |

Biegi finałowe
- Finał C: Cook, Finlow, di Palma, Cooper, Di Biasi, van der Steen
- Finał B: Franc, Fabriek, Mustonen, Appleton, Stiekema (d), Katt (ns)
- Finał A: de Jong, Howe, Janoschka, Franc, Tresarrieu, Fabriek (w)